# Château de l'Aunay
Le Château de l'Aunay est un château français situé à  Marigné-Peuton, dans le département de la Mayenne et la région des Pays de la Loire. Le Château est signalé dans la Carte de Cassini. Il est situé au Sud et à 1 500 mètres du bourg.

## Historique
Il s'agissait d'une seigneurie ayant haute justice, relevant de Marigné, avec « court et applacement d'icelle nommez la Court d'Aunay, avecques une mote ancienne, le tout cloux à foussez et eau… planteis sis devant les maisons, et dedans ledit planteis la chapelle… de laquelle le chappellain est tenu dire ou faire dire messe par chacun des dimanches, mardi et jeudi de chascune sepmaine », 1506. En 1761, on mentionne : terre seigneuriale, logis, chapelle, douves et fossés, pont-levis, étang et moulin.
Il y existait une chapelle à laquelle, d'après la déclaration de M. Duchemin, curé en 1792, était attachée une dîme. 

## Sources et bibliographie
- « Château de l'Aunay », dans Alphonse-Victor Angot et Ferdinand Gaugain, Dictionnaire historique, topographique et biographique de la Mayenne, Laval, A. Goupil, 1900-1910 [détail des éditions] (BNF 34106789, présentation en ligne)